# أندري فونسيكا
أندري فونسيكا (بالإسبانية: Andrey Fonseca)‏ هو دراج كوستاريكي، ولد في 8 أبريل 1993 في Buenos Aires, Costa Rica ‏ في كوستاريكا.

## وصلات خارجية
- أندري فونسيكا على موقع أرشيف الدراجات (الإنجليزية)
- أندري فونسيكا على موقع إحصائيات الدراجات الإحترافية (الإنجليزية)
- أندري فونسيكا على موقع أوليمبيديا (الإنجليزية)